# Sibille

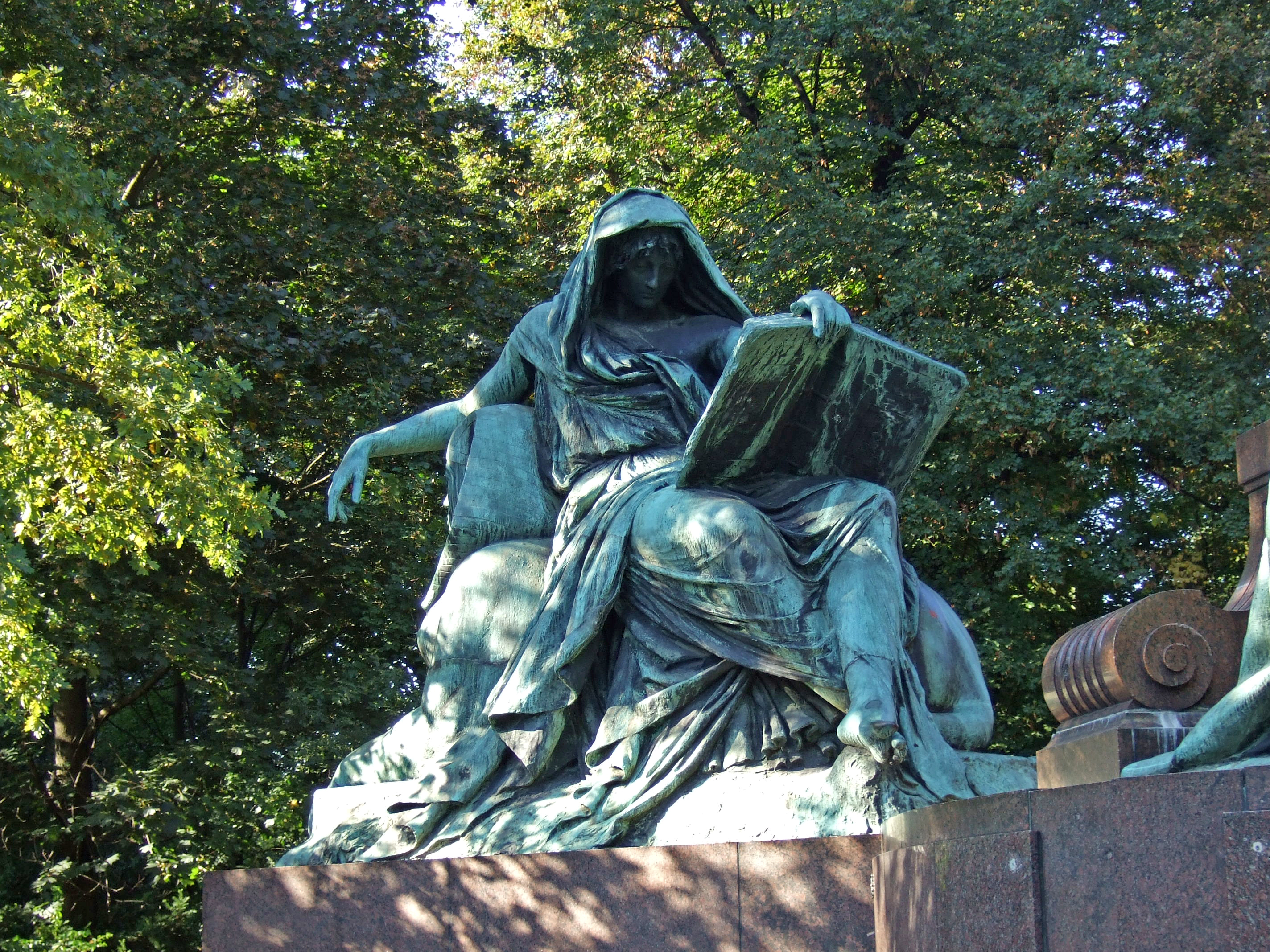
Sibille op de rug van een sfinx

Sibille (vaak gespeld als sibylle) (Grieks Σιβύλλα, Latijn Sibylla) was in de klassieke oudheid de benaming voor een aantal maagdelijke prinsessen die, geïnspireerd door een godheid (in de regel Apollo) en daardoor in extase, spontaan en ongevraagd de toekomst voorspelden in Griekse hexameters.

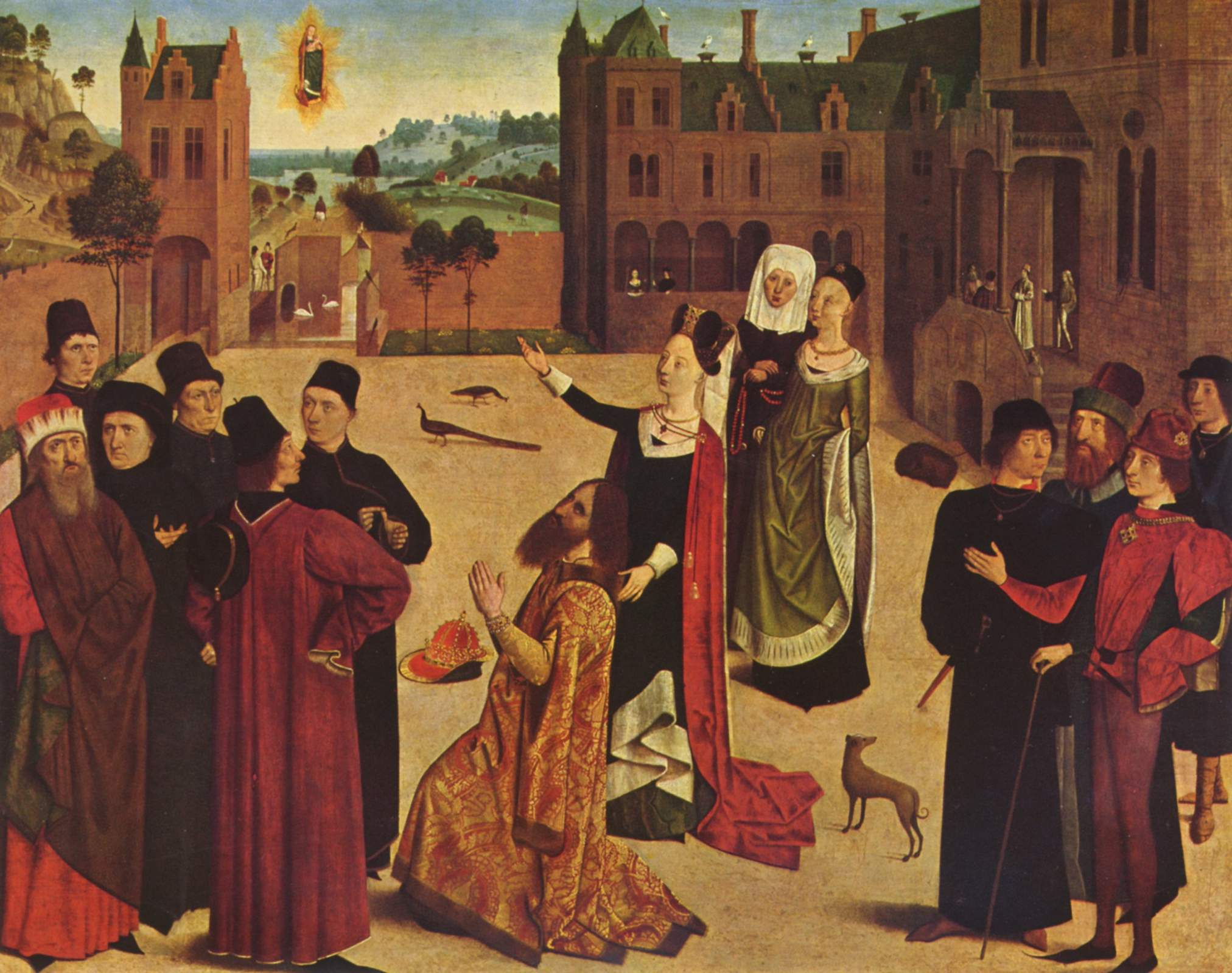
Sibille van Tibur voorspelt voor keizer Augustus, 1480-1485

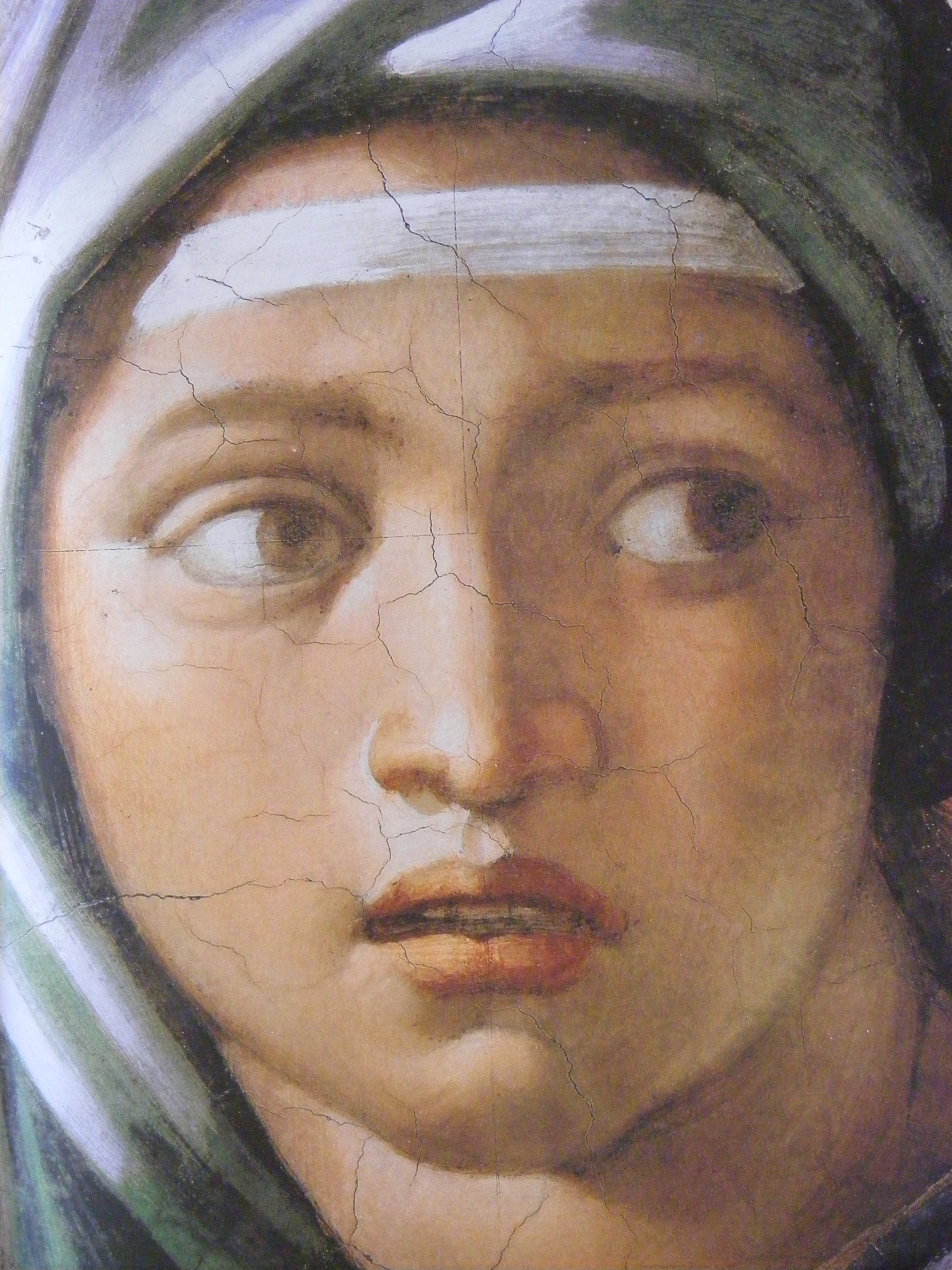
Fresco van de sibille van Delphi door Michelangelo, plafond Sixtijnse kapel

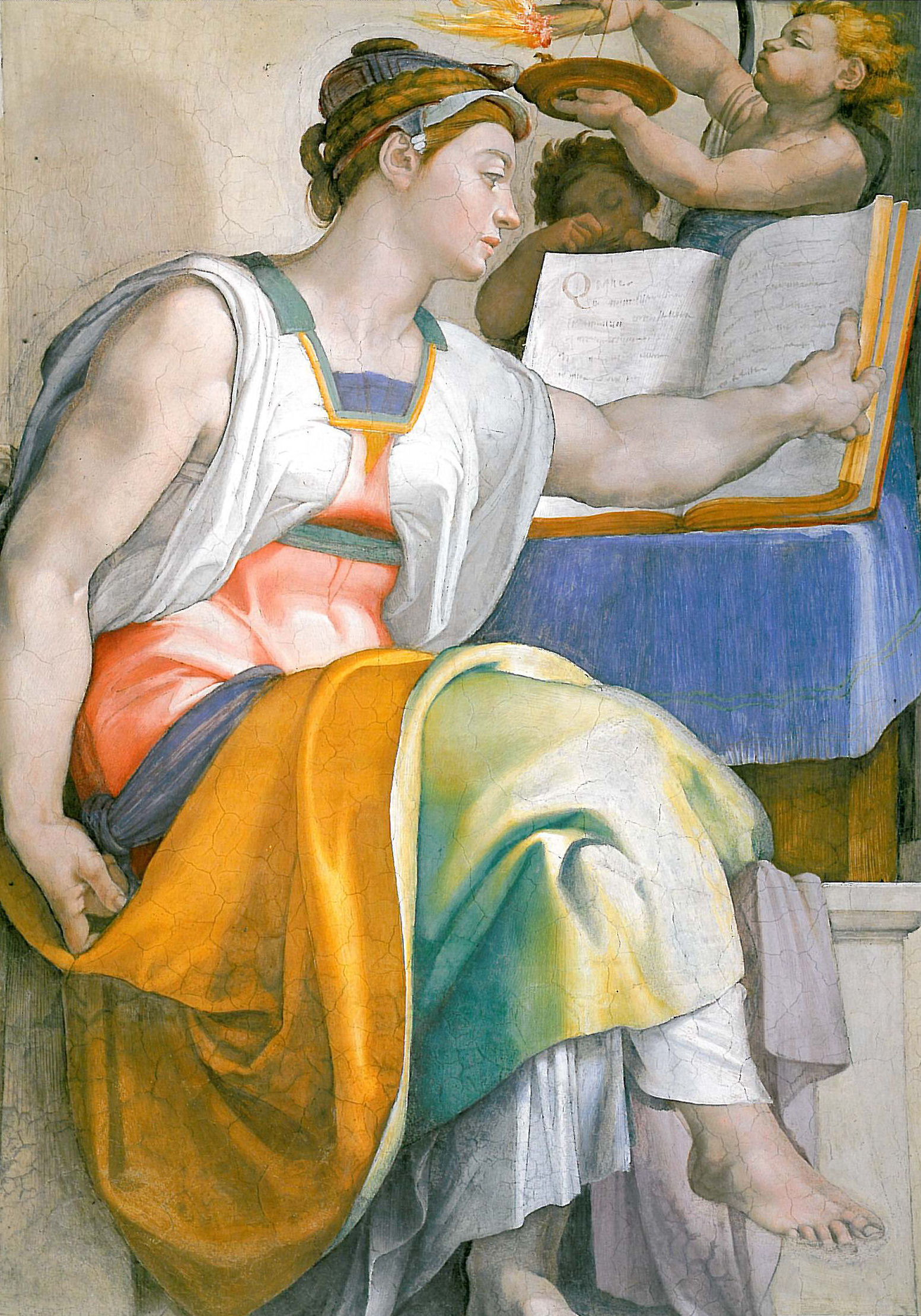
De sibille van Erythrae door Michelangelo, Sixtijnse kapel

Homerus schijnt geen sibillen gekend te hebben. De naam komt voor het eerst voor bij de filosoof Heraclitus en wijst, net als de wijze van profeteren, op een oosterse origine. Van de 6e tot de 4e eeuw v.Chr. kenden de Grieken slechts één sibille, die wel op verschillende plaatsen haar activiteiten ontplooide. Dit leidde gauw tot een vermenigvuldiging van het aantal sibillen, die ook individuele namen kregen, en de eigennaam werd een soortnaam.
Varro somt er (in zijn Antiquitates) tien op:
1. de Perzische
2. de Libysche
3. die van Delphi
4. de Cimmerische
5. die van Erythrae (Klein-Azië)
6. die van Samos
7. die van Cumae (hiervan zijn de namen bekend van Amalthea, Herophile, Demophile en, bij Vergilius, Deïphobe)
8. die van de Hellespont
9. de Phrygische
10. die van Tibur (hiervan is de naam Albunea bekend)

De Sibille van Erythrae zou aan Alexander de Grote zijn goddelijke afkomst geopenbaard hebben, die van Tibur aan keizer Augustus de komst van Jezus Christus. Door de literatuur werd de Sibille van Cumae het beroemdst: zij zou aan de Romeinse koning Tarquinius Superbus de zogenaamde Sibillijnse boeken hebben verkocht, en in Vergilius' Aeneis begeleidde zij de held Aeneas op zijn tocht naar en door de onderwereld heen. Bij Cumae werd in 1925 een 130 m lange gang ontdekt, die leidt naar een grot die door sommige onderzoekers wordt geïdentificeerd als de grot van de Sibille.
Afbeeldingen van sibillen zijn in de oudheid eerder schaars (vb. op munten), maar in de religieuze kunst van de middeleeuwen en de renaissance worden zij vaak voorgesteld als vóór-christelijke tegenhangsters van de oudtestamentische profeten. Wereldberoemd zijn de vijf sibillen die Michelangelo uitbeeldde op het plafond van de Sixtijnse Kapel in het Vaticaan.

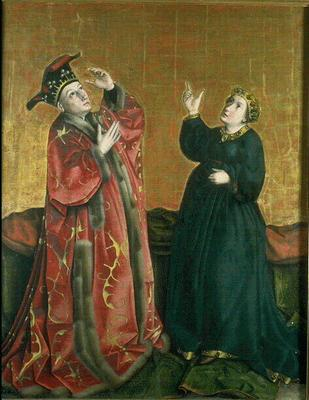
Sibille van Tibur en keizer Augustus, 1435
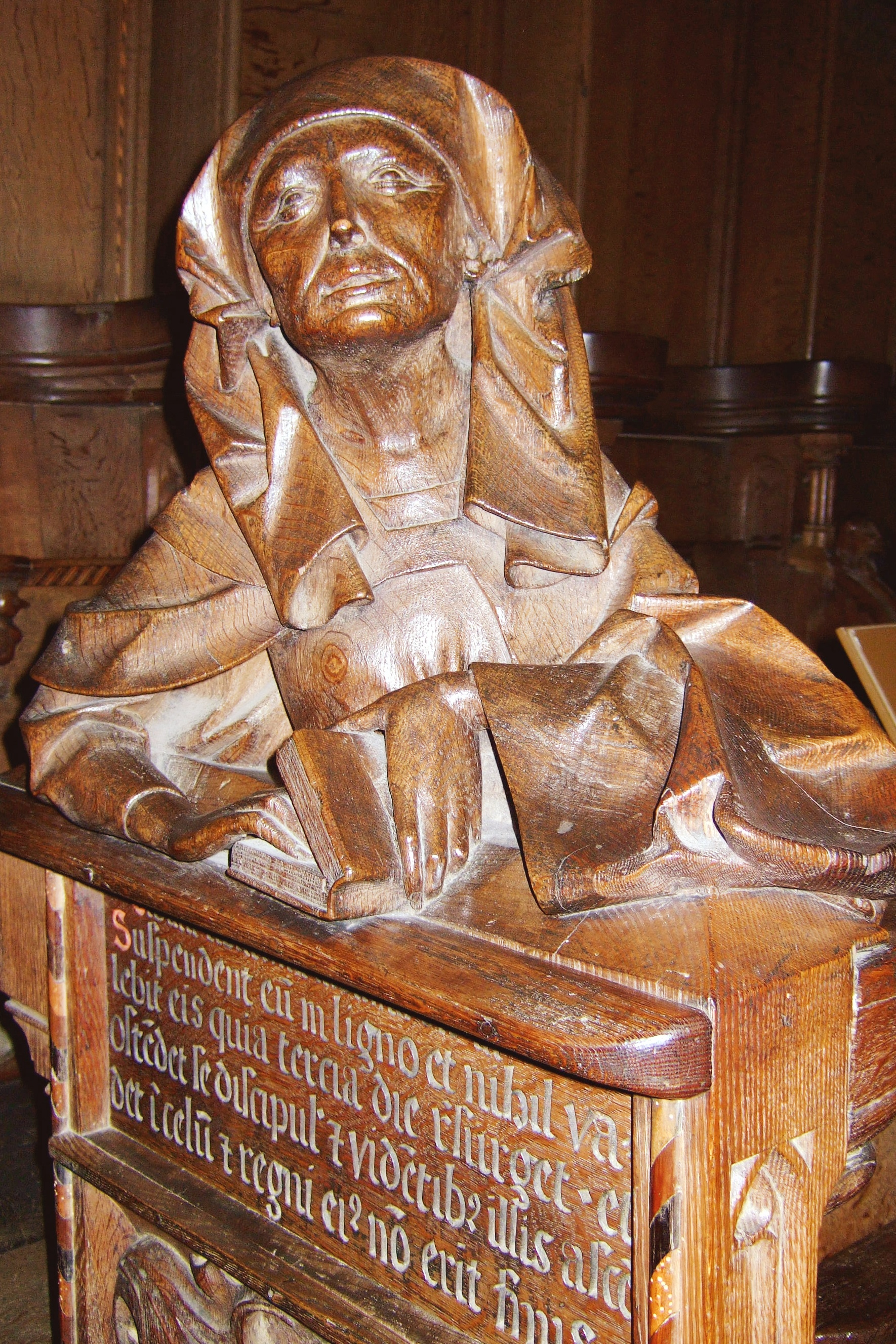
Sibille van Tibur
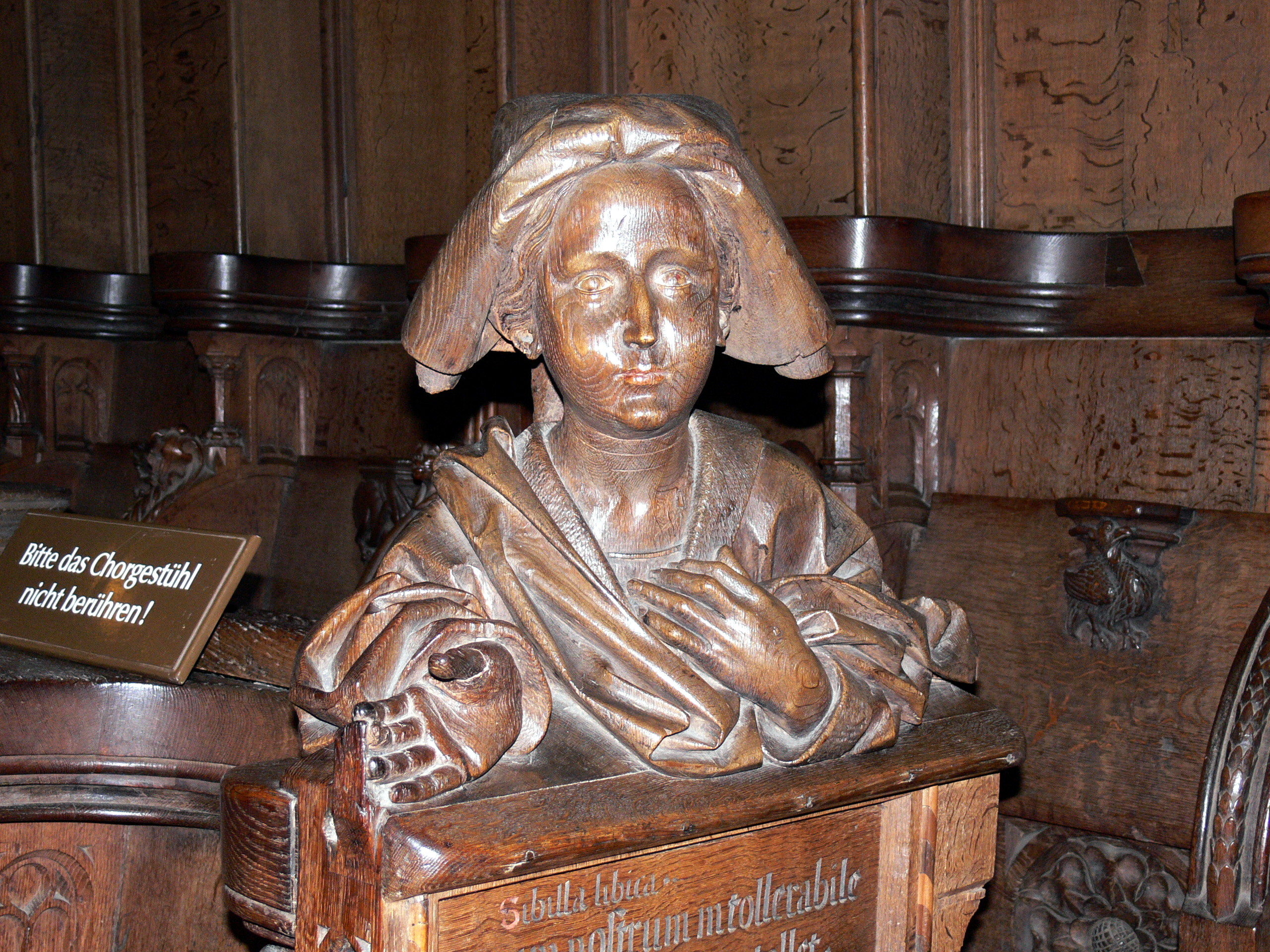
Sibille van Libië
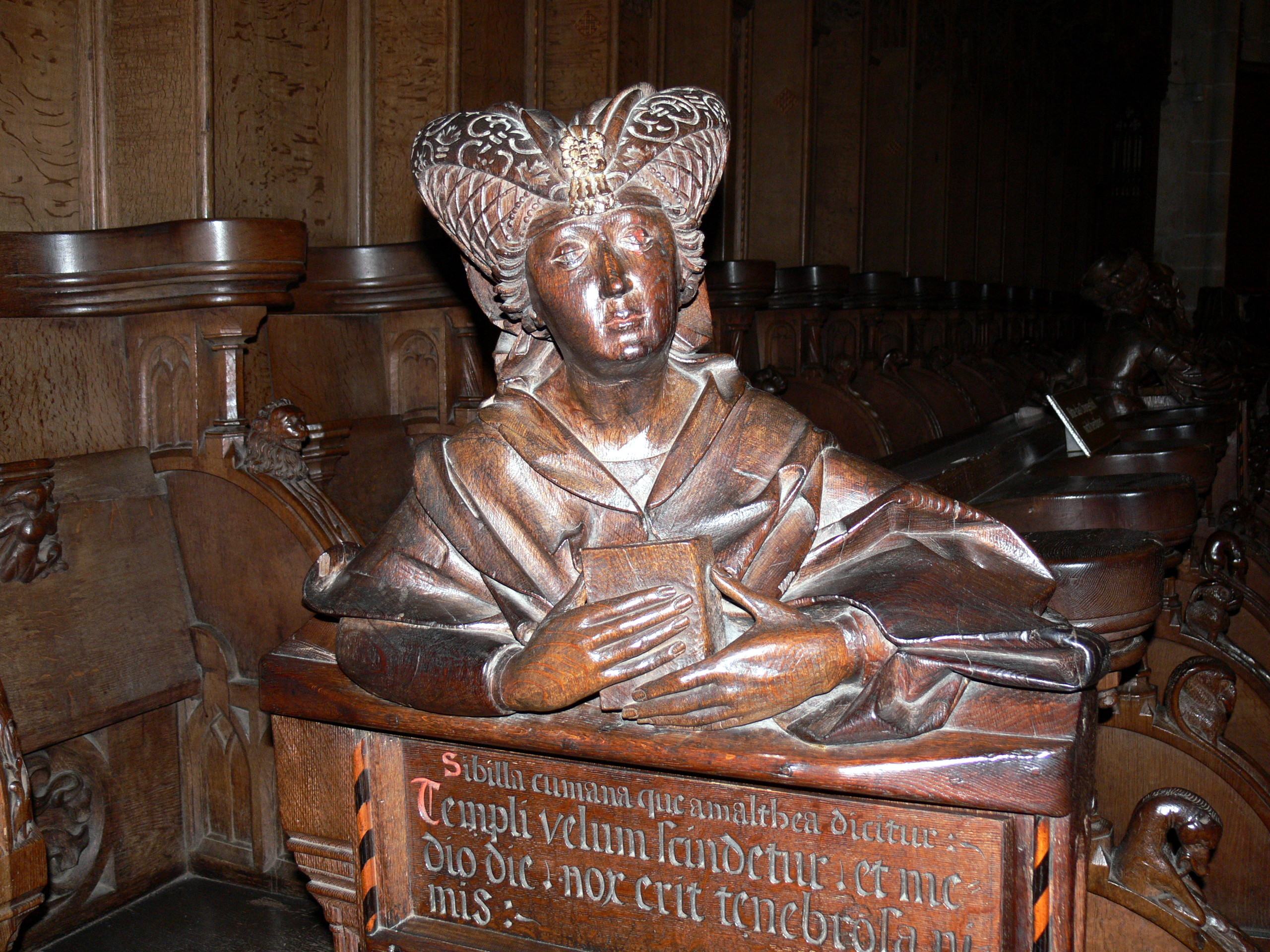
Sibille van Cumae
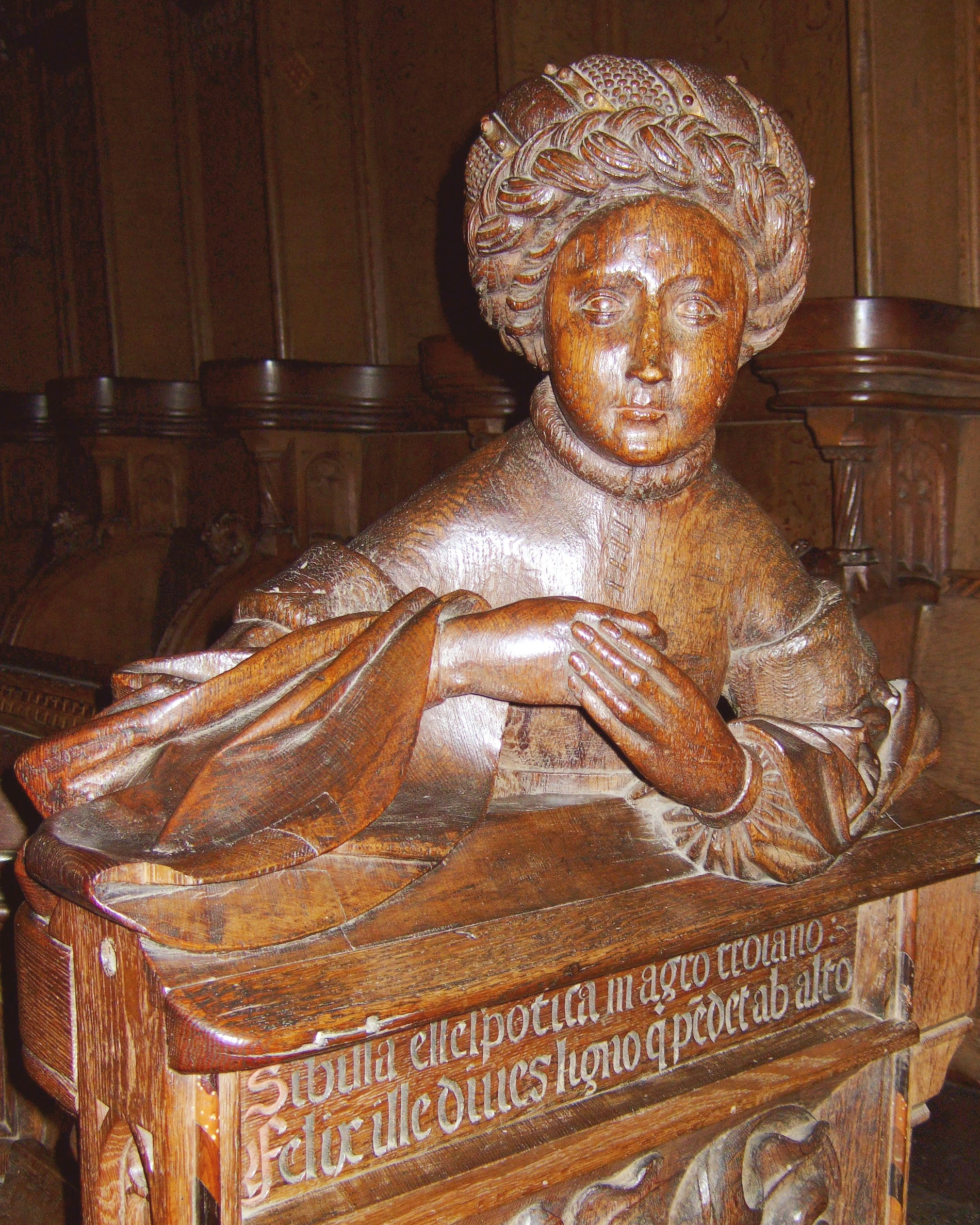
Sibille van Hellespont
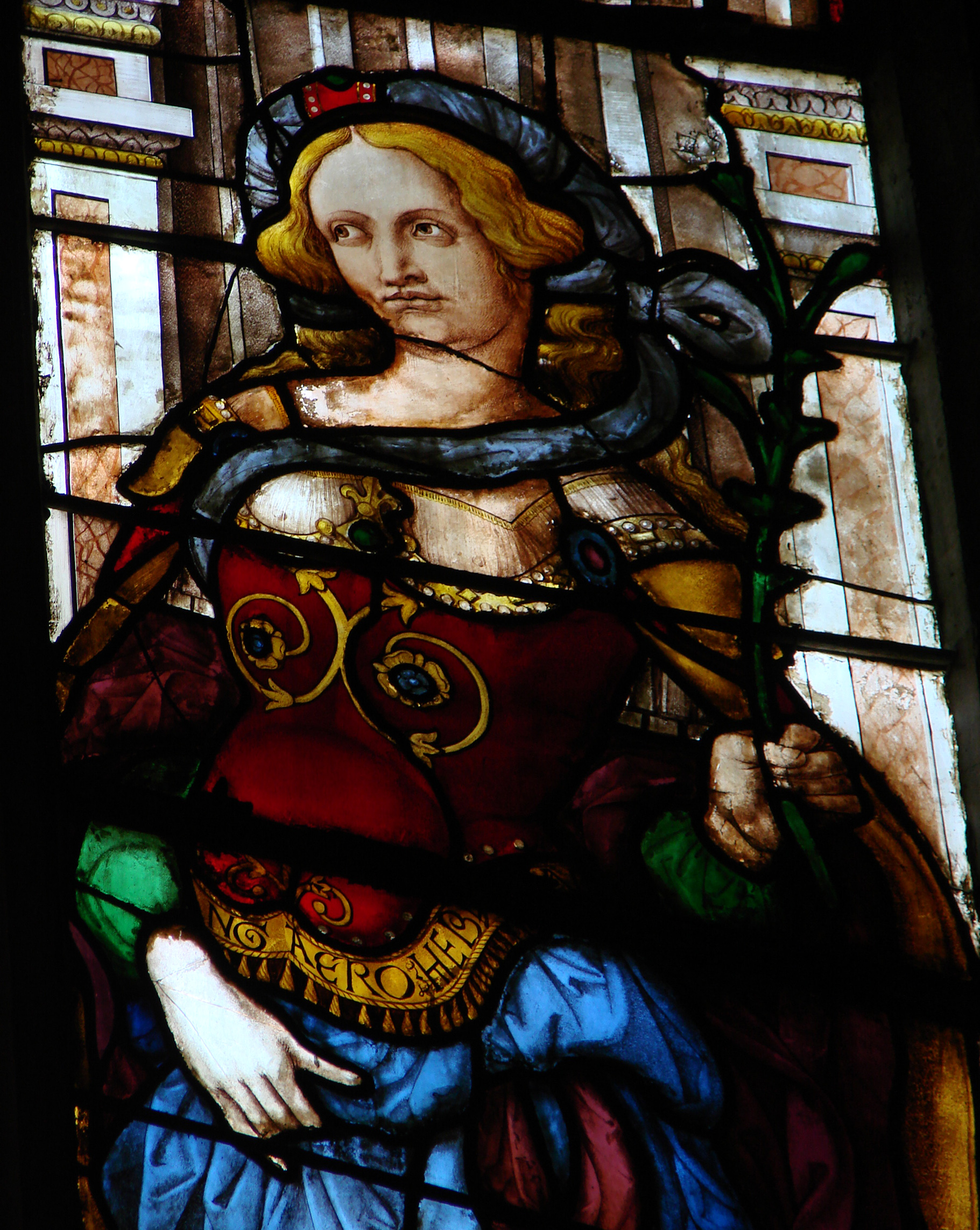
Een sibille
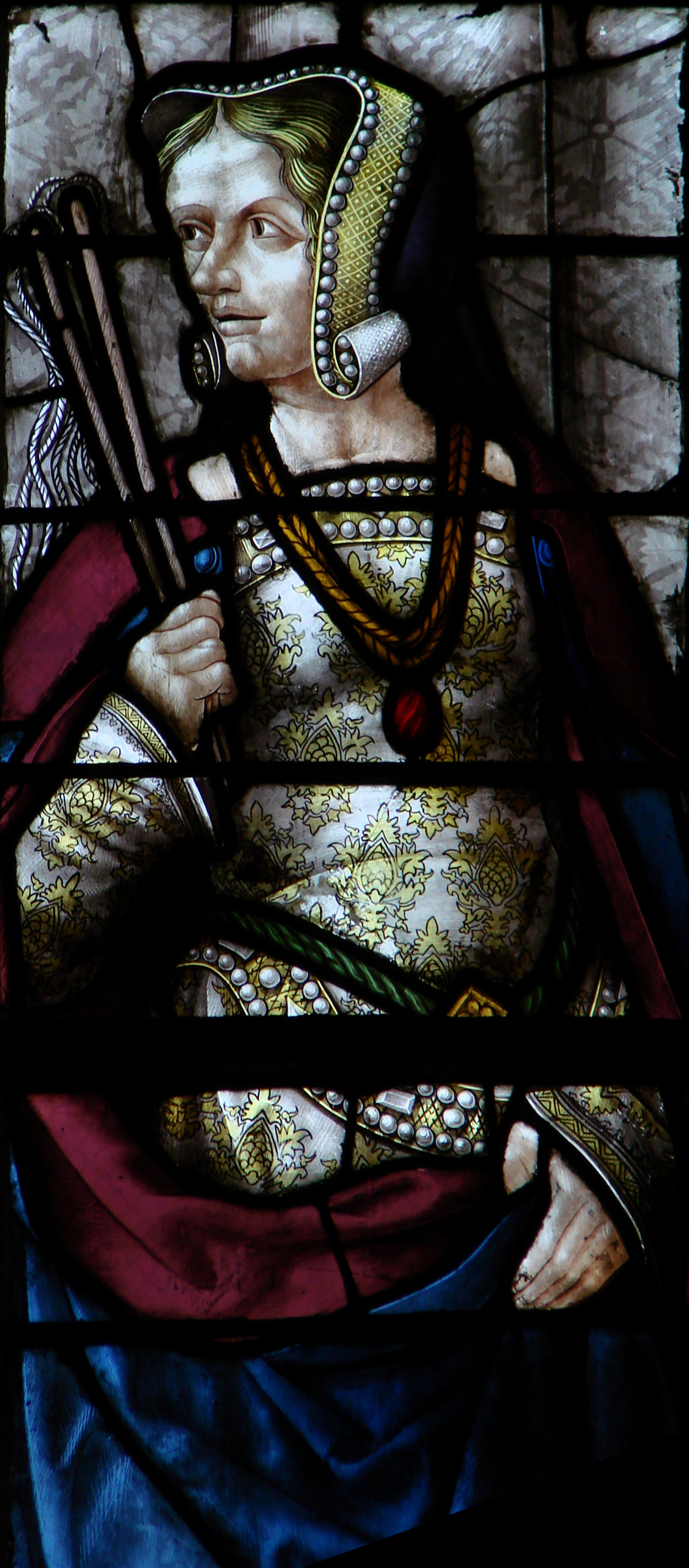
Een sibille
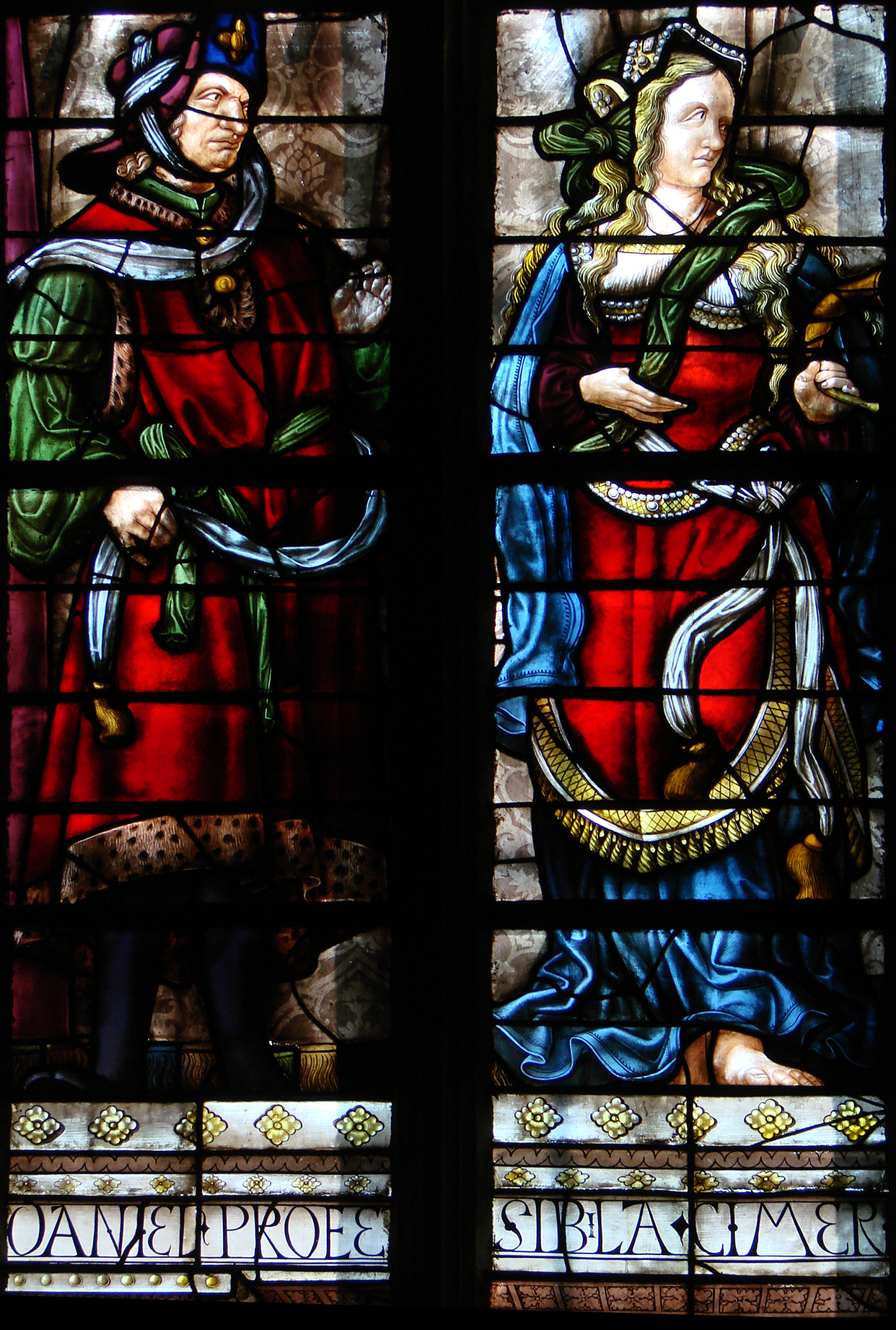
De profeet Daniël en de sibille Cimmeria
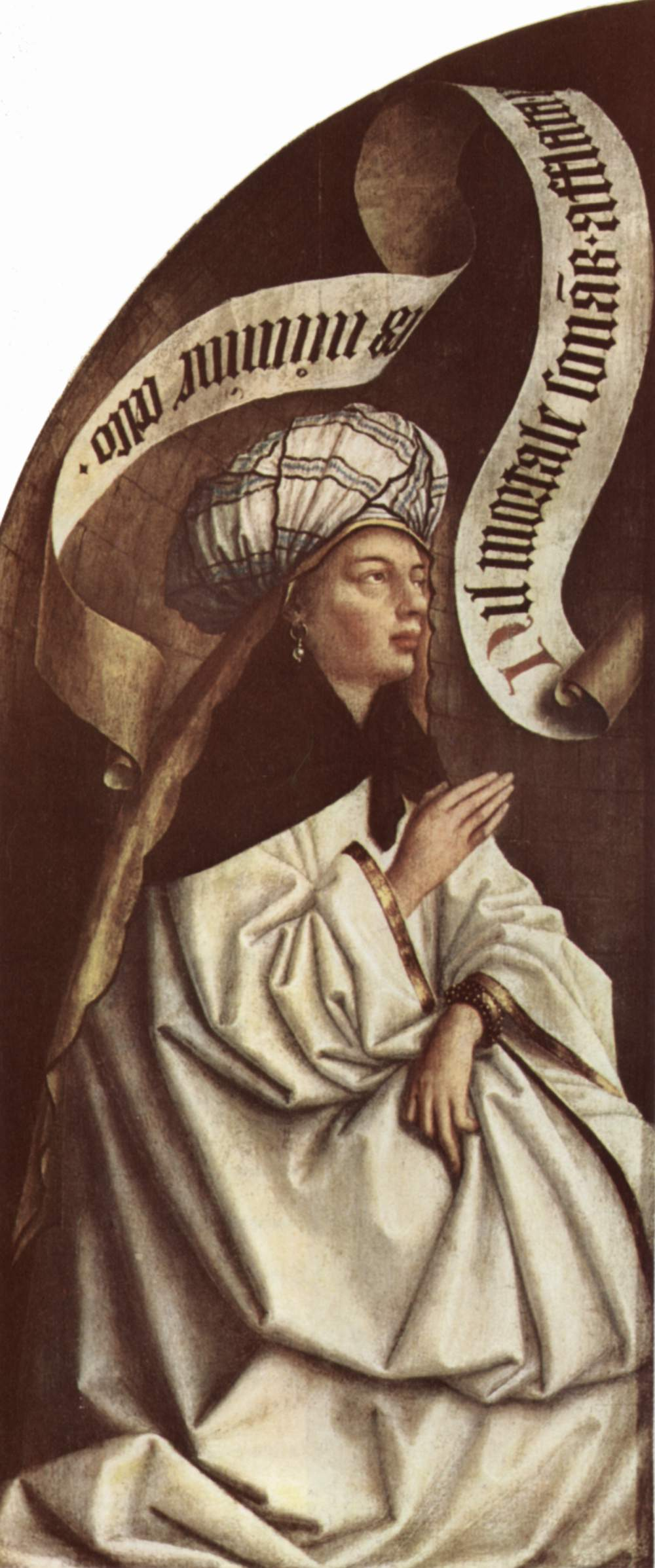
Sibille van Erythrae door Hubert van Eyk, voor 1426
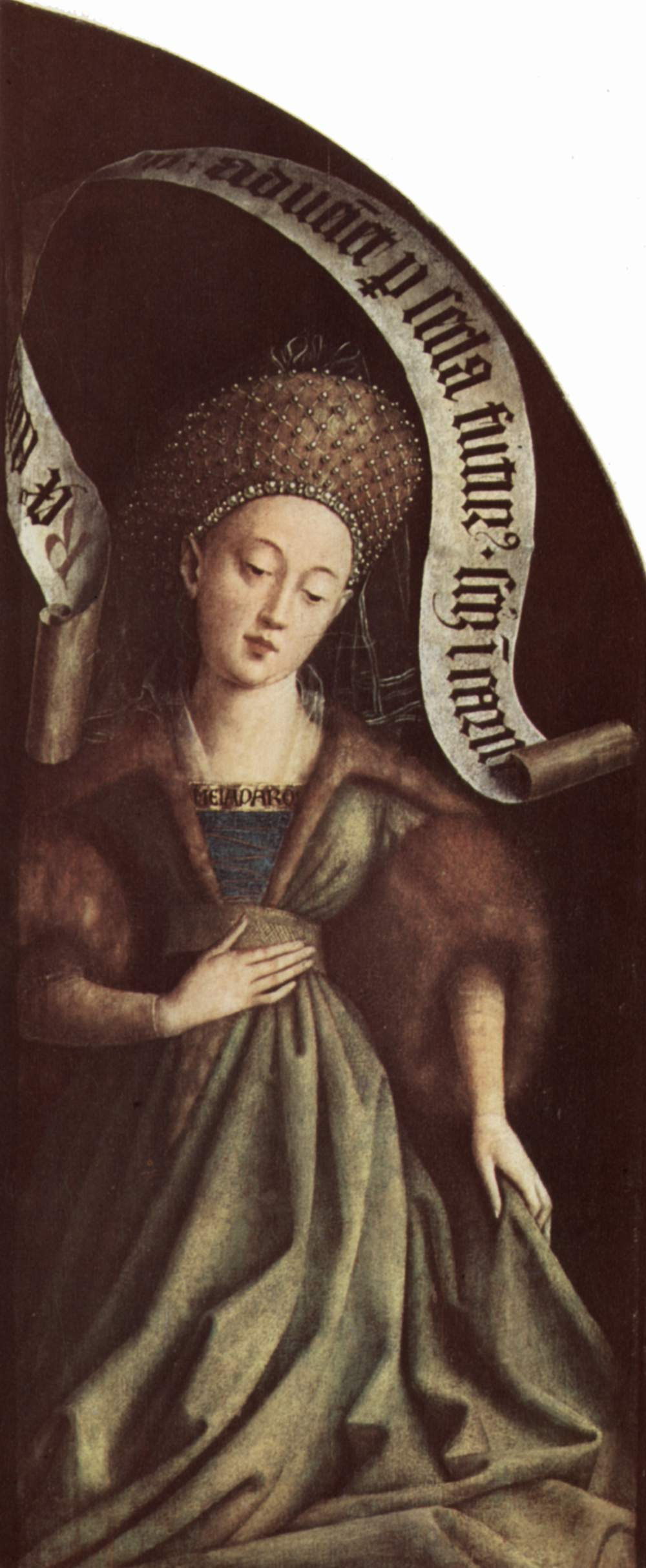
Sibille van Cumae door Hubert van Eyk, voor 1426
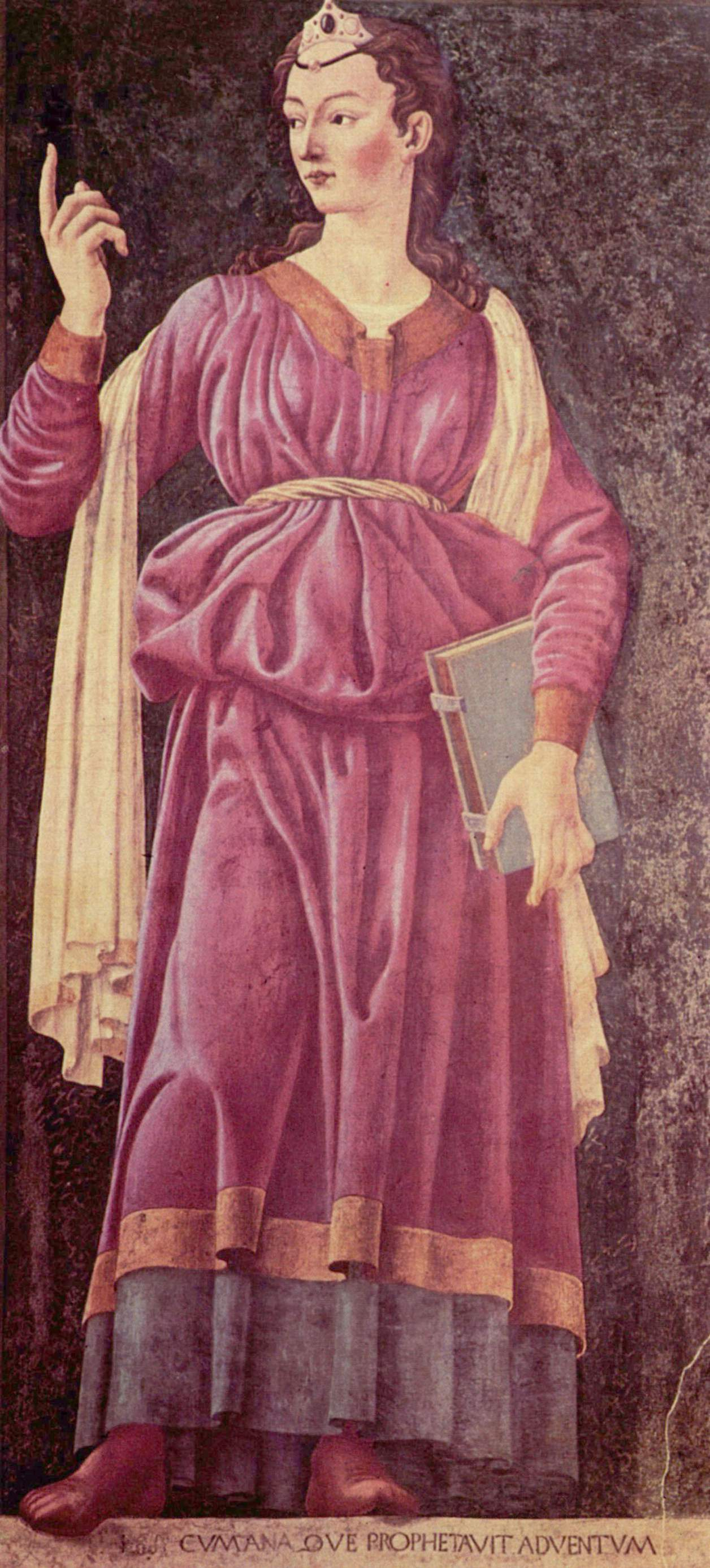
Sibille van Cumae, ca. 1450
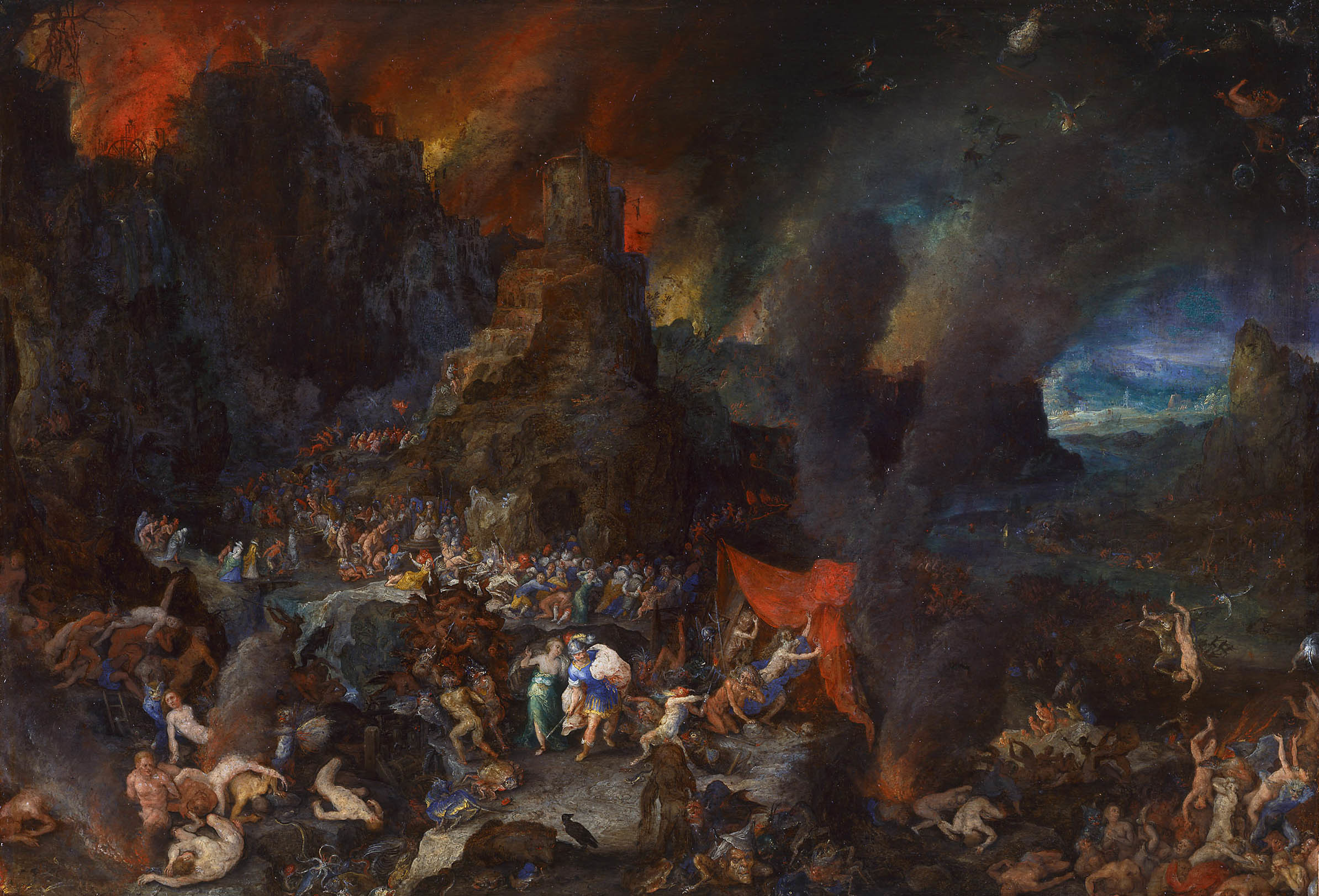
Aeneas en de sibille van Cumae in de onderwereld, Jan Brueghel de Oude, ca. 1600
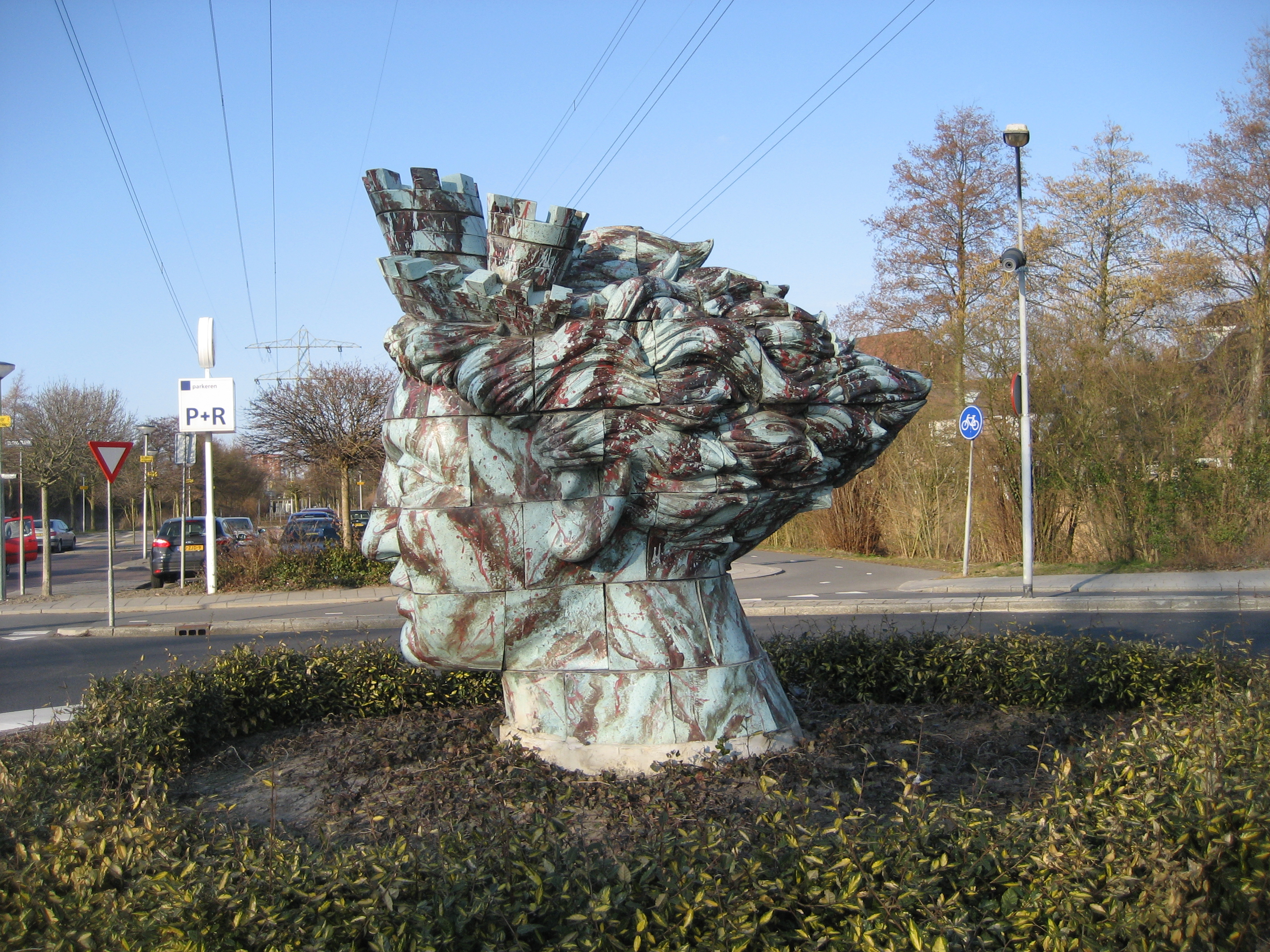
Sibille door Hans van Bentem in Voorschoten bij Station De Vink

- Gemeinsame Normdatei: 4220923-7
- Library of Congress Control Number: sh85122224
- Nationale Bibliotheek van Israël: 987007541354405171